# Letheobia simonii
Letheobia simonii là một loài rắn trong họ Typhlopidae. Loài này được Boettger mô tả khoa học đầu tiên năm 1879.